# Ebba Grön (musikalbum)
Ebba Grön är det tredje och sista  albumet av det svenska punkbandet Ebba Grön, släppt april 1982. Albumet innehåller den kända balladen "Die Mauer", som handlar om Berlinmuren och som har blivit en av Ebbas mest populära låtar. Albumet spelades in i januari och februari 1982. Det här var även det första och enda album deras fjärde medlem Stry Terrarie var med på. Omslaget är rosa och lila och pryds med franska liljor.

## Låtlista
Alla låtar är skrivna av Ebba Grön.
Sida ett
1. "Flyktsoda" - 3:50
2. "Uppgång & fall" - 3:36
3. "Heroinister & kontorister" - 2:56
4. "Stopp!" - 3:15
5. "Die Mauer" - 4:00

Sida två
1. "Musketör" - 3:21
2. "Het choklad" - 4:03
3. "Handgranat...ge sig totalt" - 3:09
4. "Kärlek é stark" - 2:28
5. "Tittar på TV" - 5:24

## Medverkande[3]
- Joakim "Pimme" Thåström - sång, gitarr
- Lennart "Fjodor" Eriksson - elbas, sång
- Gunnar "Gurra" Ljungstedt - trummor
- Anders "Stry Terrarie" Sjöholm - orgel, gitarr, sång

### Övriga musiker
- Per Hägglund - altsaxofon
- Mikael Hagström - gitarr, piano
- Claes Carlsson - tenorsaxofon
- Lennart Helperin - trumpet

### Produktion
- Tony Thorén - mixning, producent, inspelning
- Stefan Glaumann - mixning, producent

## Listplaceringar
| Lista (1982) | Topplacering |
| ------------ | ------------ |
| Sverige      | 1            |